# Distrito de Sirsa
Sirsa (en hindi; सिरसा जिला ) es un distrito del estado de Haryana, en la India. Según el censo de 2011, tiene una población de 1 295 189 habitantes.
Comprende una superficie de 4277 km².
El centro administrativo es la ciudad de Sirsa.

## Origen del nombre
El nombre surge de su capital, Sirsa, que a su vez deriva del sánscrito antiguo Sairishaka. Existen un gran número de leyendas sobre el origen del nombre de Sirsa. Antiguamente su nombre era Sairishaka y parece que una derivación nos daría el actual Sirsa. De acuerdo con la tradición local, un rey desconocido llamado Saras fundó la ciudad en el siglo VII a. C. y construyó una fortaleza. Los restos de dicha fortaleza todavía son visibles en el sureste de la ciudad. Otra leyenda apunta a que su nombre proviene del río sagrado Sarasvati, cercano a la ciudad. Durante la Edad Media el lugar se conocía como Sarsuti y así aparece en varias crónicas de la época. Otra teoría apunta a la abundancia en la zona de los árboles conocidos como albizia lebbeck.

## Villas
Esta es la relación de algunas villas y localidades situadas en el distrito de Sirsa:[cita requerida]
| - Khairekan - Chautala - Darba - Madhosinghana - Kharian - Jodhkan - Bhavdin - Bappan - Mangala - Malikpura - Mithri - Tigri - Odhan - Khuyian - Sawant Khera - Nathusari Chopta - Jalalana - Chormar - Tappi - Pipli | - Mithri - Ludesar - Jasania - Mojukhera - Shahpur Begu - Hanzira - Sikanderpur - Tajiya khera - Vaidvala - Fervain - Panihari - Rampura Dhillon - Rupawas - Barasari - Jamal - Rupawas - Mochiwali (Ding) - Sherpura - Ali Mohamad - Nezia Khera | - Kukar Thana - Khaire - Shakkar Mandori (Saharan Nagar) - Chadiwal - Nezadella Khurd - Theri Baba Sawan Singh - Darbi - Rasulpur - Moriwala - Kotli - Suchan - khokhar - Nourang - Chattha - Hassu - Makha - Panna - Matt Dadu |